# Represje wobec Polaków na Białorusi po 2020 roku
Represje wobec Polaków na Białorusi – element represji politycznych prowadzonych przez reżim Aleksandra Łukaszenki po sfałszowanych wyborach prezydenckich w 2020 roku i protestach społecznych.

## Kontekst
Sytuacja polskiej mniejszości narodowej na Białorusi przed 2020 rokiem była dość trudna. Polacy niechętnie odnosili się do polityki Łukaszenki oraz linii ideologicznej władz. W 2005 roku dokonano próby rozbicia największej organizacji polskiej – Związku Polaków na Białorusi (ZPB), którego majątek i część struktury przejęli zainstalowani przez władze lojalni działacze i urzędnicy. Pomimo ograniczeń i przeszkód stawianych przez aparat reżimowy, działacze ZPB skupieni wokół Andżeliki Borys kontynuowali działalność nieformalnie. Stabilną sytuację udało się zachować innej organizacji – Polskiej Macierzy Szkolnej, która była uznawana przez władze reżimowe jednocześnie współpracując z władzami i organizacjami polskimi.

## Represje
W marcu 2021 władze białoruskie postawiły zarzuty uczestnikom uroczystości upamiętniającej żołnierzy wyklętych w szkole prowadzonej przez Brzeskie Forum Inicjatyw Lokalnych pod przewodnictwem Anny Paniszewy. Według reżimu w trakcie uroczystości gloryfikowano postać Romualda Rajsa (partyzanta polskiego podziemia odpowiedzialnego za zbrodnie na cywilnej ludności białoruskiej). Ambasada RP w Mińsku, której przedstawiciel uczestniczył w uroczystości zaprzeczyła, by uczestnicy gloryfikowali (a nawet wspominali) postać Rajsa. Działaczka została aresztowana, zaś prowadzoną przez nią szkołę – zamknięto. Następnie represje, pod zarzutem wzniecania nienawiści i „rehabilitacji nazizmu”, spadły na działaczy ZPB: Andżelikę Borys, Andrzeja Poczobuta, Irenę Biernacką i Marię Tiszkowską. W czerwcu 2021 roku Biernacka, Tiszkowska i Paniszewa zostały zwolnione i deportowane do Polski. Andżelika Borys i Andrzej Poczobut pozostają w areszcie, postawiono im zarzuty „podżegania do nienawiści”.
Równolegle reżim podjął działania przeciwko polskim szkołom społecznym. Minister oświaty Białorusi uzasadniał: Prywatne przedszkola i szkoły półlegalne pod auspicjami indywidualnych przedsiębiorców, stowarzyszeń publicznych lub wyznaniowych były w większości wykorzystywane do celów politycznych, stały się rozsadnikami kolorowej rewolucji. A ich pracownicy i liderzy znaleźli się w destrukcyjnych organizacjach na różnych poziomach. Pojawiły się naciski na polską młodzież i ich rodziców, a także na Polską Macierz Szkolną. Od września 2022 jedyne dwie polskojęzyczne szkoły publiczne zostaną przekształcone w placówki rosyjskojęzyczne. W tym samym miesiącu Sąd Najwyższy Białorusi podjął decyzję o rozwiązaniu Polskiej Macierzy Szkolnej.
Kontrolowane przez władze media prowadzą agresywną antypolską propagandę.
W grudniu 2021 decyzją sądu w Grodnie portal ZPB znadniemna.pl został uznany za „ekstremistyczny”.
Ponadto trwają dewastacje polskich miejsc pamięci narodowej na Białorusi. W 2022 zniszczono m.in. pomnik AK w Stryjówce, kwaterę żołnierzy AK w Mikuliszkach, cmentarz w Surkontach, groby i upamiętnienia akowskie w Bogdanach (Jewłasze), Bobrowiczach, Jodkiewiczach, Wołkowysku, Dyndyliszkach, Kaczycach, Iwiu, Piaskowcach, Oszmianie, Plebaniszkach oraz pomnik katyński na cmentarzu wojskowym w Grodnie. 
W opinii pełnomocnika rządu polskiego ds. Polonii i Polaków za granicą Jana Dziedziczaka prześladowania doprowadziły do sparaliżowania działalności większości polskich organizacji. Polaków się zastrasza. Na przesłuchania wzywani są aktywiści, dziennikarze, kombatanci, nauczyciele, uczniowie i ich rodzice. Powód jest jeden: są Polakami. Wiosną 2024 roku KGB uznało portal, który przestał już być portalem Związku Polaków na Białorusi, za „grupę ekstremistyczną”.

## Stanowisko reżimu
Alaksandr Łukaszenka odnosząc do „kwestii polskiej” powiedział:
Jeszcze raz chcę powiedzieć władzom Polski: tak, niemało żyje u nas Polaków. Ale to są nasi Polacy. Ich ojczyzną jest Białoruś. Oni tu żyją, ich dzieci żyją i będą żyć. Kto chce wyjechać, tego nie zatrzymujemy i zatrzymywać nie będziemy. Ale ci, którzy mieszkają u nas to obywatele Białorusi, to nasi Polacy.

## Stanowisko polskiego parlamentu
Sejm Rzeczypospolitej Polskiej w przyjętej rezolucji posłowie potępili represje wobec Polaków na Białorusi:
Sejm Rzeczypospolitej Polskiej wyraża sprzeciw wobec brutalnej kampanii represji rozpętanej przez władze białoruskie przeciw obywatelom Białorusi narodowości polskiej pragnącym prowadzić działalność kulturalno-oświatową i pielęgnować tradycje narodowe.

## Reakcje międzynarodowe
- Unia Europejska: „Wzywamy Białoruś do natychmiastowego i bezwarunkowego uwolnienia pani Andżeliki Borys i pana Andrzeja Poczobuta oraz wszystkich obecnie przetrzymywanych więźniów politycznych” – napisał w oświadczeniu szef europejskiej dyplomacji Josep Borrell. Komisja Europejska w oświadczeniu napisała: „Oczekujemy, że Białoruś dotrzyma swoich międzynarodowych zobowiązań w zakresie ochrony mniejszości narodowych oraz poszanowania praw człowieka i podstawowych wolności. Wzywamy białoruskie władze do natychmiastowego uwolnienia pani Borys i pana Poczobuta”[33].
- Stany Zjednoczone: „Odnotowaliśmy wzrost działań wymierzonych przeciwko polskim dyplomatom oraz szerzej polskiej mniejszości na Białorusi, co jest całkowicie nie do przyjęcia” – oświadczył rzecznik Departamentu Stanu[34].
- „Rewizje, przesłuchania i areszty to bezpodstawne represje, których ofiarą padli ostatnio nauczyciele polskich szkół, członkowie, działacze i sympatycy ZPB. Prześladowania i aresztowania stanowią ewidentny przejaw łamania praw człowieka oraz elementarnych norm prawa międzynarodowego. Wyrażamy swoją pełną solidarność z Polakami na Białorusi, potępiamy działania władz białoruskich wobec naszych Rodaków, apelujemy o natychmiastowe zaprzestanie represji i żądamy niezwłocznego uwolnienia działaczy ZPB.” – napisali we wspólnym oświadczeniu liderzy Związku Polaków na Ukrainie i Federacji Organizacji Polskich na Ukrainie[35]. Solidarność z represjonowanymi wyraziły także m.in. Rada Polonii Świata[36] oraz organizacje polonijne z Danii[37] i Niemiec[38].